# Ruševo Krmpotsko
Ruševo Krmpotsko est une localité de Croatie située dans la municipalité de Novi Vinodolski et dans le comitat de Primorje-Gorski Kotar. En 2001, la localité comptait 5 habitants.

## Démographie
| 1948 | 1953 | 1961 | 1971 | 1981 | 1991 | 2001 |
| ---- | ---- | ---- | ---- | ---- | ---- | ---- |
| 147  | 122  | 94   | 29   | 11   | 3    | 5    |